# Nguyễn Hữu Nhơn
Nguyễn Hữu Nhơn (sinh 1952) là đại biểu Quốc hội Việt Nam khóa 11, thuộc đoàn đại biểu Đồng Tháp.